# De Stukkenjagers
De Stukkenjagers – holenderski klub szachowy z siedzibą w Tilburgu.

## Historia

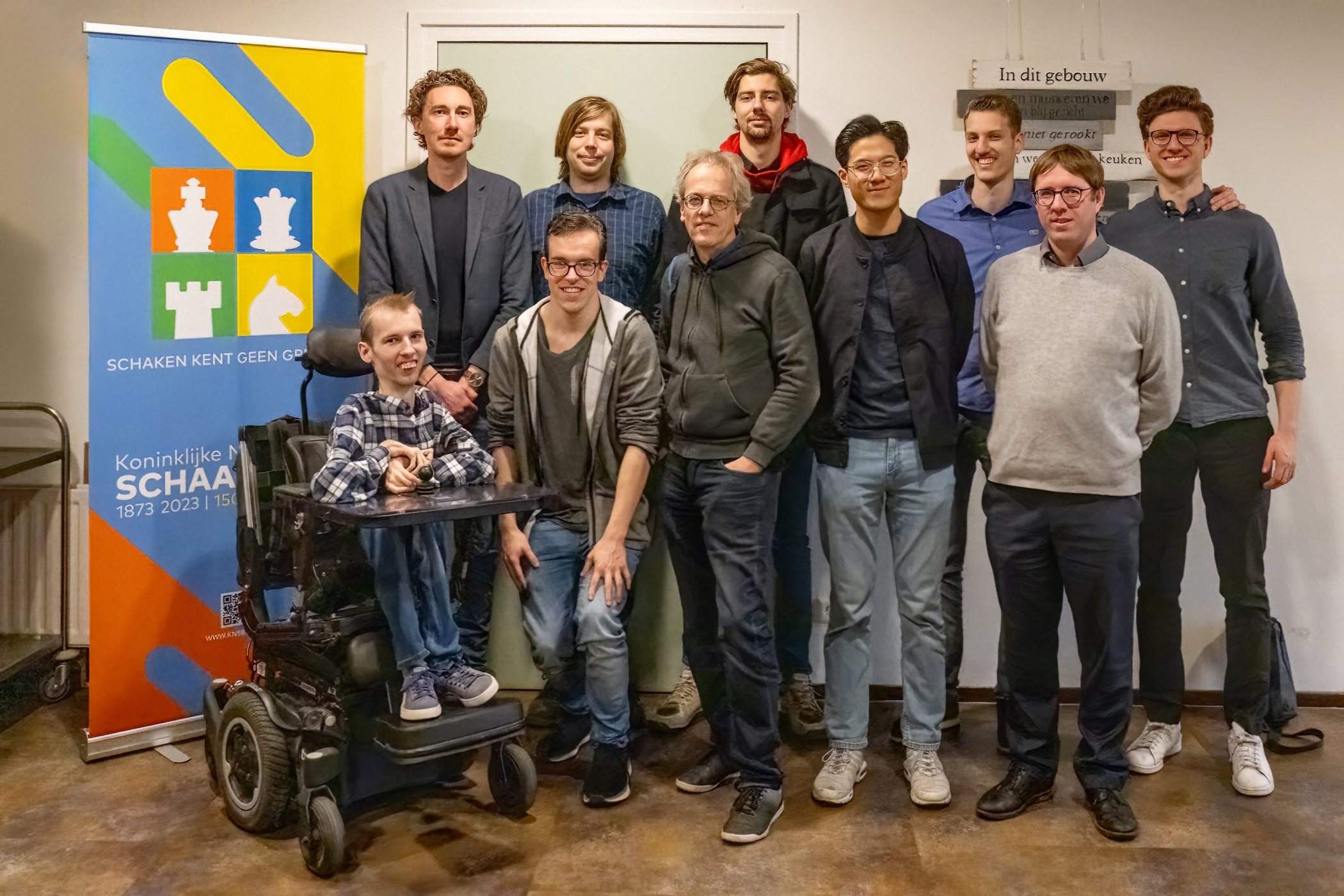
Kadra drużyny w sezonie 2022/2023

Klub został założony w 1973 roku. Od 1989 roku klub uczestniczył w Derde klasse. W sezonie 1989/1990 uzyskał trzecie miejsce w lidze. W 1993 roku De Stukkenjagers wygrał ligę. W sezonie 1994/1995 klub uzyskał awans do Eerste klasse, z którego spadł jednak po roku rozgrywek. W 1999 roku ponownie zespół awansował do Eerste klasse. W sezonach 1999/2000, 2002/2003 i 2003/2004 klub uzyskał drugie miejsce w lidze. W 2005 roku De Stukkenjagers uzyskał awans do Meesterklasse. Sezon 2005/2006 zakończył się dla klubu spadkiem z ligi. W 2011 roku zespół powrócił do Meesterklasse. W sezonie 2011/2012 klub zajął trzecie miejsce w mistrzostwach Holandii, ulegając jedynie SV Voerendaal i HMC Calder. Skład drużyny stanowili wówczas m.in. Maurice Peek, Herman Grooten, Jan Sprenger, Anne Haast i Bianca Muhren. W 2012 roku klub zadebiutował w Pucharze Europy. Holenderski zespół wygrał wówczas z SOSS, CE Monte-Carlo i Expikiem Prisztina, a przegrał z KSK 47 Eynatten, Gros XT, White Rose Chess Club i Tammer-Shakki, kończąc rozgrywki na 22. miejscu. W 2013 roku klub spadł z pierwszej ligi, powrócił do niej pięć lat później. W sezonie 2018/2019 klub spadł z Meesterklasse. W 2022 roku zespół ponownie awansował do pierwszej ligi. Po spadku w 2023 roku, klub ponownie awansował do Meesterklasse rok później. Jednocześnie w 2024 roku po raz drugi w historii De Stukkenjagers uczestniczył w Pucharze Europy. Holenderski klub wygrał wówczas z SK Doppelbauer Kiel i Le Cavalier Differdange, zremisował z CA Silla, Jugoviciem Kać i Rapidem Feffernitz, a przegrał z 1. Novoborským ŠK i Grantham Sharks. W klasyfikacji końcowej zespół zajął 42. miejsce.